# 米の山インターチェンジ
米の山インターチェンジ（こめのやまインターチェンジ）は、熊本県上天草市松島町今泉知十にある熊本天草幹線道路（松島有明道路）のインターチェンジ。
ハーフインターチェンジであるため、天草市街方面からの出口と天草市街方面への入口しかない。（熊本方面への出入りは知十ICを利用。）
なお知十ICより天草市街方面は無料であるが、このような構造のため実質無料で利用出来るのは、米の山IC - 上津浦ICのみである。

## 道路
- 熊本天草幹線道路（松島有明道路）

## 接続する道路
- 国道324号

## 最寄のバス停
- 産交バス 知十橋バス停（普通バスのみ停車。）

## 隣
熊本天草幹線道路（松島有明道路）
知十IC（熊本方面への出入りのみ） - 米の山IC（天草市街方面への出入りのみ） -  上津浦IC